# Maine-Soroa
Maine-Soroa è un comune urbano del Niger, capoluogo del dipartimento omonimo nella regione di Diffa.